# Юрий Носенко: двойной агент
«Юрий Носенко: двойной агент» — британский телефильм 1986 года производства «Би-би-си» режиссёра Мика Джексона.
Фильм был номинирован в категории «драматический телефильм» на телепремию CableACE Awards (1988).

## Сюжет
Основанная на реальных событиях история Юрия Носенко, советского агента КГБ, который перебежал на Запад в разгар холодной войны в 1964 году.

## В ролях
- Олег Рудник — Юрий Носенко, перебежчик из КГБ
- Джзеф Соммер — Джеймс Энглтон, руководитель ЦРУ
- Томми Ли Джонс — Стив Дэйли, агент ЦРУ
- Эд Лотер — Джери Тайлер
- Кевин Куни — Джон Фишер
- Ричард Грин — Джон Роджерс
- Джордж Морфоген — Анатолий Голицын
- Патриция Ричардсон — Джоан Блэк
- и другие

Примечание:
Исполняющий роль Юрия Носенко актёр Олег Рудник — сам в определённом смысле «перебежчик»: сын известного советского театрального актёра и режиссёра Льва Рудника, в конце брежневского периода эмигрировал в США, снялся в нескольких антисоветских фильмах, в том числе «Москва на Гудзоне» (1983), но актёрская карьера не удалась, стал работать на радиостанции «Голос Америки». Его отец — коммунист Лев Рудник по этому поводу очень переживал и в публично осудил сына.

## Рецензии
- Jeff Jarvis — Picks and Pans Review: Yuri Nosenko, Kgb // People, September 08, 1986
- Howard Rosenberg — 'Yuri': On The Edge And in the Dark // Los Angeles Times, September 05, 1986